# Adóhatóságok Magyarországon
Adóhatóságok Magyarországon
a) a Nemzeti Adó- és Vámhivatal (a továbbiakban: NAV) adóztatási szerve, mint állami adóhatóság,
b) a NAV vámszerve, mint vámhatóság,
c) az önkormányzat jegyzője (a továbbiakban: önkormányzati adóhatóság),
d) a fővárosi megyei kormányhivatal, ha az önkormányzati adóhatóság felettes szerveként jár el.
Az adóhatóság az adót, a költségvetési támogatást – ha törvény előírja – megállapítja, nyilvántartja, az adót beszedi, végrehajtja, a költségvetési támogatást kiutalja.
Az adóhatóságok felügyeletét az adópolitikáért felelős miniszter (jelenleg a Nemzetgazdasági Miniszter)látja el a következőképpen:
a) felügyeli az adóztatás törvényességét, ellenőrzi az adóhatóságok irányítását, a törvények és más jogszabályok végrehajtását,
b) az állami adó- és vámhatóság felett gyakorolja a felügyeleti jogkörét,
c) előterjeszti a Kormányhoz az adóigazgatás szervezeti rendszerére vonatkozó jogszabályok tervezetét, indítványozza a szervezeti változtatásokat, koordinálja a szervezeti rendszer egyes elemeinek együttműködését, kezdeményezi az ezekre vonatkozó jogszabályok megalkotását,
d) a törvényesség és szakszerűség ellenőrzése érdekében az adóhatóságok vezetőitől jelentéseket, beszámolókat kérhet, bármely adózó ügyéről tájékoztatást kérhet,
e) az adótörvények értelmezése kérdésében az adóhatóság számára kötelező iránymutatást adhat,
f) meghatározza az állami adóhatóság és a vámhatóság feladatai teljesítésének éves követelményeit,
g) adóügyben megváltoztatja, megsemmisíti az állami adóhatóság elnökének, a vámhatóság országos parancsnokának és a közigazgatási hivatal vezetőjének jogszabálysértő határozatát, illetőleg a határozathozatal törvénysértő mulasztása esetén az eljárás lefolytatására utasítja,
h) az állami adóhatóság elnökének az adóztatás működési feltételeinek kialakítása, szakszerű működtetése tekintetében iránymutatást, szükség esetén utasítást ad.